# Alfred-Hansen-Denkmal

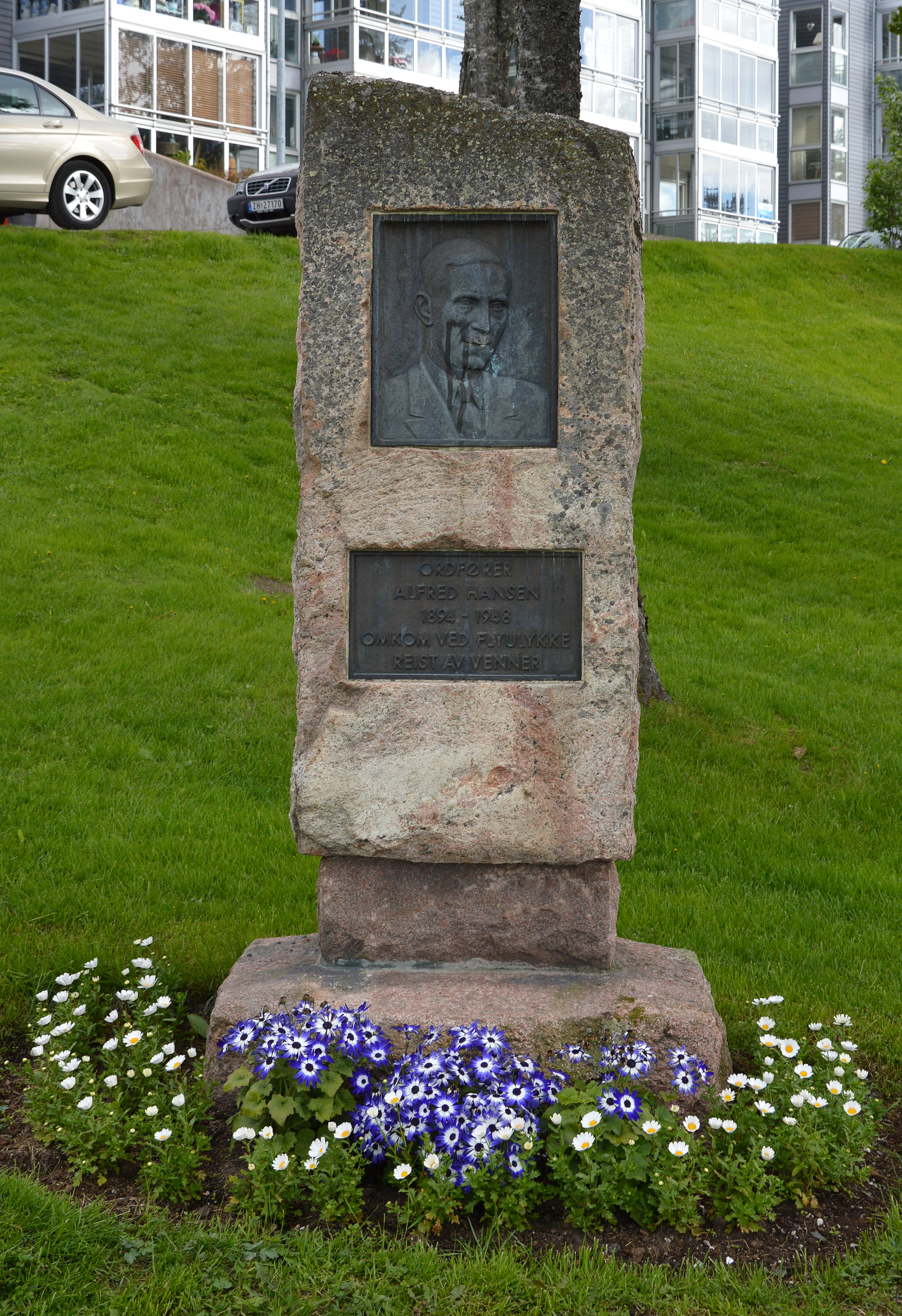
Alfred-Hansen-Denkmal

Das Alfred-Hansen-Denkmal ist ein zu Ehren des ehemaligen Bürgermeisters von Tromsøysund, Alfred Hansen, errichtetes Denkmal in der norwegischen Stadt Tromsø.
Es befindet sich im Stadtteil Tromsdalen wenige Meter südwestlich der Eismeerkathedrale in der Parkanlage Bruparken unweit der Einmündung des Iver Walnums veg auf den Turistvegen.
Das Denkmal wurde im Jahr 1963 von der Bildhauerin Emma Matthiasen geschaffen. Es besteht aus einem aufrecht auf einem Sockel stehenden Stein, in den zwei Bronzeplatten eingelassen sind. Die obere Platte zeigt ein Porträt Alfred Hansens. Auf der unteren Platte befindet sich die an den Bürgermeister und seinen Tod bei einem Flugzeugunglück erinnernde Inschrift:
ORDFØRER

ALFRED HANSEN

1894–1948

OMKOM VED FLYULYKKE

REIST AV VENNER